# 陳士齊
陳士齊博士，（英語：Dr. CHAN Sze Chi，1957年—），人稱「齋 Sir」，香港宗教學者，經常議論時政，社會民主連線創辦人之一。曾任教香港浸會大學宗教及哲學系二十多年，是該校高級講師。

## 生平
陳士齊1957年出生，中學就於讀皇仁書院，中一時信了基督教。1977年入讀香港大學生物系，1980年至1983年間於鄭植之中學擔任教師，1984年任職基督徒學生福音團契大專部幹事。1985年到英國鴨巴甸大學攻讀神道學學士，1992年回流香港後在香港浸會大學宗教及哲學系任教二十多年。1997年於倫敦國王學院取得系統神學哲學博士。
陳士齊也乐于参与香港的社会运动，他是香港政党社会民主连线的创办人，及后因与黄毓民意见不合而退出社民连，成为支持民主派独立人士。對於教會如何參與政治的問題，他認為基督徒應該以教會的影響力，與包括政府、政客及政治團體對話，甚至以對抗的形式性及實踐性的政治參與。他因為反對香港主流福音派對同性恋議題的立場而離開主流教會事奉，轉而領導社會運動。陳士齊亦是不少香港同性恋组织和基督路小教會的顾问和组织者，該教會的梁君培牧師亦指出其多年来深入研究香港的同性恋人群，支持同性恋者捍卫自身权益，也支持同性婚姻合法化，并屡为香港和两岸多个同性恋权益组织提供帮助，也发表多篇同性恋社会学的研究文章。

## 家庭
陳士齊妻子是資深社工霍玉蓮，她1982年本科畢業於香港大學社會工作系，1988年與陳士齊同於英國鴨巴甸大學取得神道學學士學位。霍玉蓮曾任《橄欖》雜誌總編輯、曾為《突破》、《吶喊》、《中學生月刊》及大專生刊物撰稿。著作有《兩地情》、《北海望》，譯作有《追求卓越》、《活在聖靈中》、《先賢之信》等。

## 著作
- 陳士齊、霍玉蓮（1993）：《思想列車》。香港：宣道，1993-06-01。ISBN 9789622443563 。

## 學術文章
- 2008 《香港基督教右派的意識形態》衝突與融合：後九七的香港教會與社會，陳慎慶等著，香港基督徒學會，6/2008，頁31 - 40。
- 2007 《基督徒關社的真純實踐 (Authentic Practice) 》，關社廿載情—基督徒關懷香港學會二十週年紀念文集，香港：基督徒關懷香港學會，10/2007，頁28-31。
- 2006《憶吾師》，三一、創造、文化—根頓神學的詮釋，趙崇明主編，香港：基道出版社，12/2006，頁14 - 25。
- 2006《助人者的無助與自助》微光處處，曾家達、梁玉麒編，香港社會工作者總工會，2006年11月，頁238-248。
- 2006《福音派教會將自己與同性戀者深陷斷背山》，看得見的真相—香港同志平權報告，香港基督徒學會、基恩之家、性權會、f’union， 5/2006，頁50 - 57。原刊於《思》，第99期，5/2006，香港基督徒學會，頁28-38。
- 2006《南亞海嘯的進一步反思》，念集，香港浸會大學學生關懷南亞海嘯出版委員會，5/2006，頁31-36。